# Irene Ludwig

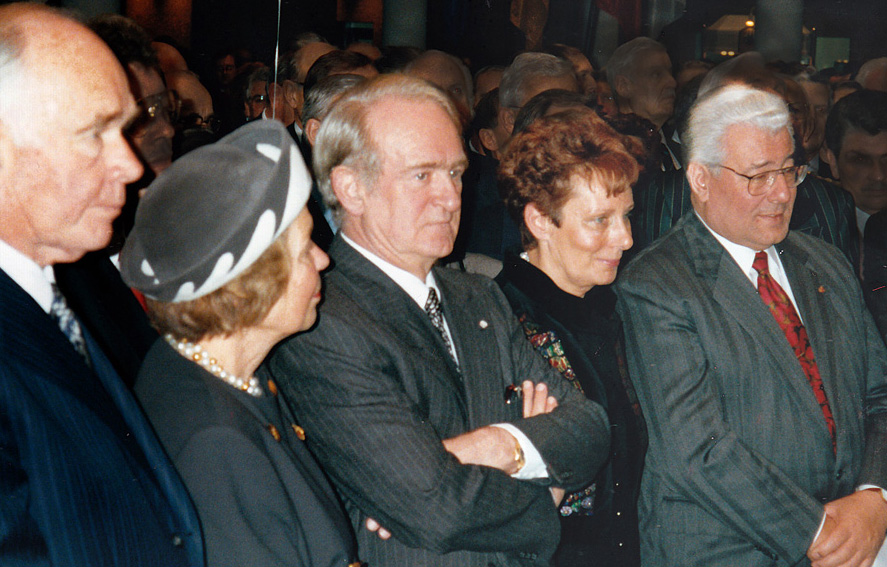
Peter und Irene Ludwig (links) mit Johannes Rau, Norbert Burger und Annemarie Burger

Irene Maria Therese Ludwig geb. Monheim (* 17. Juni 1927 in Aachen; † 28. November 2010 ebenda) war eine deutsche Kunsthistorikerin, Kunstsammlerin und Kunst-Mäzenin.

## Leben und Wirken

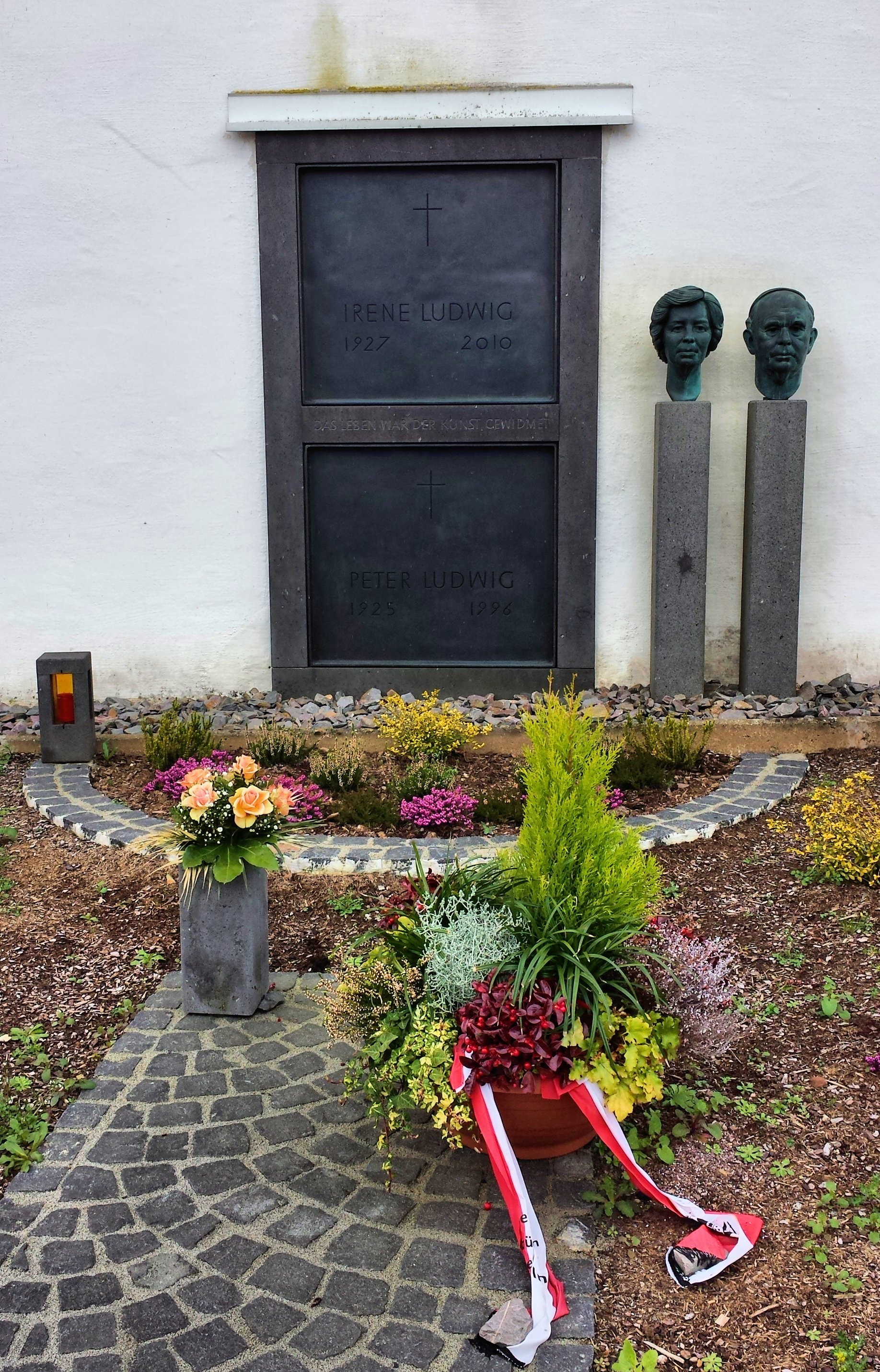
Grab von Irene und Peter Ludwig in St. Aldegund

Irene Monheim war die Tochter des Aachener Unternehmers Franz Monheim und dessen Frau Olga Ella und Urenkelin von Leonard Monheim, der die Trumpf-Schokolade-Fabrik gegründet hatte. Ihr Cousin war der Schokoladenfabrikant Bernd Monheim, die Geographen Heiner Monheim und Rolf Monheim waren Cousins 2. Grades. Irene Monheim legte 1946 ihr Abitur am St. Ursula Gymnasium in Aachen ab und begann 1947 mit einem Studium der Kunstgeschichte, Archäologie und Vor- und Frühgeschichte an der Johannes Gutenberg-Universität Mainz. Bereits während des Studiums begann sie, historische und zeitgenössische Kunst und Kulturgüter zu sammeln.
1951 heiratete sie den Kunsthistoriker Peter Ludwig, der dann ins Unternehmen einstieg. Mit ihm zusammen setzte sie ihre Sammeltätigkeit über 40 Jahre lang fort. Irene und Peter Ludwig arbeiteten mit mehreren Museen in Köln und Aachen zusammen, förderten Künstler und unterstützten weltweit Museen. Ihre Sammlungen machten sie der Öffentlichkeit zugänglich, sie wurden von Irene Ludwig auch wissenschaftlich betreut.
Mitte der 1960er Jahre begannen sie mit dem Aufbau einer Sammlung zeitgenössischer Kunst mit Werken von Künstlern aus Deutschland, Westeuropa und den USA, die später um Werke aus Mittel- und Osteuropa erweitert wurde. Nach dem Tode ihres Mannes im Jahr 1996 betreute Irene Ludwig die umfangreiche Sammlung weiter. Sie errichtete 1997 die Peter und Irene Ludwig Stiftung, die aus der 1982 von Ehepaar Ludwig gegründeten Ludwig Stiftung für Kunst und internationale Verständigung hervorging.
Nachdem das Ehepaar Ludwig 1994 der Stadt Köln 90 Werke aus ihrem Picasso-Besitz übereignete, schenkte Irene Ludwig anlässlich der Wiedereröffnung dem Kölner Museum Ludwig am 31. Oktober 2001 weitere 774 Arbeiten Picassos. Damit verfügt das Museum Ludwig weltweit nach Barcelona und Paris über die drittgrößte Picasso-Sammlung.
Anlässlich ihres 80. Geburtstages würdigte Ministerpräsident Jürgen Rüttgers Irene Ludwig und ihren verstorbenen Ehemann als „Deutschlands bedeutendstes Kunstsammler-Paar“.
Am 28. November 2010 starb Irene Ludwig nach kurzer, schwerer Krankheit im Alter von 83 Jahren in ihrer Heimatstadt. Sie wurde neben ihrem Ehemann in der für das Ehepaar erbauten Gruft unterhalb des von ihnen der Kirchengemeinde als ewige Leihgabe zurückgegebenen Renaissance-Altars in der Alten Kirche der Pfarrei St. Bartholomäus von Sankt Aldegund beigesetzt.

## Ehrungen und Auszeichnungen
- 1977: Goldener Ehrenring der Stadt Aachen
- 1978: Verleihung des Professorentitels durch den österreichischen Bundespräsidenten
- 1983: Verdienstkreuz 1. Klasse der Bundesrepublik Deutschland
- 1990: Verdienstorden des Landes Nordrhein-Westfalen[6]
- 1992: Großes Verdienstkreuz des Verdienstordens der Bundesrepublik Deutschland
- 1993: Ehrenmitglied der Russischen Akademie der Künste[7]
- 1994: Ehrenbürgerin der Stadt Aachen
- 1995: Ernennung zum Ritter der Ehrenlegion
- 1995: Ehrenbürgerin der Stadt Köln (als erste Frau)
- 1996: Großes Goldenes Ehrenzeichen mit dem Stern für Verdienste um die Republik Österreich[8]
- 1998: Großes Verdienstkreuz mit Stern des Verdienstordens der Bundesrepublik Deutschland
- 2000: Jabach-Medaille der Stadt Köln
- 2007: Großes Verdienstkreuz mit Stern und Schulterband des Verdienstordens der Bundesrepublik Deutschland
- 2007: Ehrenring der Stadt Oberhausen

Ehrendoktorwürden
- 1985: Kunstakademie Sofia
- 1987: Eötvös-Loránd-Universität, Budapest
- 1993: Universidad de La Habana, Kuba
- 1999: University of Vermont, Burlington, USA